# Fußball-Weltmeisterschaft 2018/England
Dieser Artikel behandelt die englische Fußballnationalmannschaft bei der Fußball-Weltmeisterschaft 2018. England nahm zum fünfzehnten Mal an der Endrunde teil. Die englische Mannschaft verlor im Halbfinale gegen den späteren Vizeweltmeister Kroatien und verlor anschließend das Spiel um Platz 3 gegen Belgien, gegen das schon in der Gruppenphase verloren wurde. Im Achtelfinale gegen Kolumbien konnte England erstmals ein Elfmeterschießen bei einer WM gewinnen. Mit sechs Toren wurde Harry Kane als zweiter Engländer nach Gary Lineker (1986, ebenfalls 6 Tore) Torschützenkönig. In der FIFA-Weltrangliste verbesserte sich England vom zwölften auf den sechsten Platz.

## Qualifikation
Die Mannschaft qualifizierte sich über die Qualifikationsspiele des europäischen Fußballverbandes UEFA für die Weltmeisterschaft in Russland.

### Spiele
England traf in der Gruppe F auf die Slowakei, Schottland, Slowenien, Litauen und Malta. In den zehn daraus entstandenen Begegnungen trug die englische Mannschaft acht Siege davon und spielte zweimal remis. England qualifizierte sich am vorletzten Spieltag vorzeitig für die WM-Endrunde. Dabei kassierten die Engländer zusammen mit Spanien die wenigsten Gegentore (3), schossen aber nur halb so viele Tore wie die Iberer. Dabei waren die Engländer Meister der späten Tore, von denen fünf in der Nachspielzeit fielen, zwei die 1:0-Siegtreffer waren und eines für den 2:2-Endstand sorgte.
Insgesamt kamen 31 Spieler zum Einsatz, von denen 17 auch schon im EM-Kader standen. Dreizehn Spieler kamen in mindestens fünf Spielen zum Einsatz, aber kein Spieler in allen zehn Spielen. Zwei Spieler – Torhüter Joe Hart und Kyle Walker – kamen in neun Spielen zum Einsatz. Beide wurden nur im letzten Spiel nicht eingesetzt, das für die Qualifikation nicht mehr entscheidend war. Harry Maguire und Harry Winks hatten in diesem letzten Qualifikationsspiel ihren ersten Länderspieleinsatz, Jesse Lingard bereits im zweiten Qualifikationsspiel am 8. Oktober 2016 gegen Malta. England begann die Qualifikation unter Teammanager Sam Allardyce, der die Mannschaft nach dem Aus bei der EM übernommen hatte. Nach einem durch Journalisten des Daily Telegraph inszenierten Treffen mit vermeintlichen Investoren aus Fernost, bei denen er diesen Tipps zum Umgehen von Transferregeln der Football Association (FA) gab, sich über seinen Vorgänger Roy Hodgson lustig machte, Nationalspieler verunglimpfte und den Verband als „dumm“ bezeichnete sowie mit den angeblichen Investoren einen Beratervertrag über 400.000 Pfund unterschrieben haben soll, wurde er vom Verband nach nur 68 Tagen entlassen. Den Managerposten übernahm daraufhin interimsweise Gareth Southgate, Cheftrainer der englischen U-21 Nationalmannschaft. Unter ihm wurde Malta mit 2:0 besiegt, in Slowenien ein 0:0 erreicht und Schottland mit 3:0 bezwungen. Ende November wurde er dann Chefcoach der Three Lions. In die Qualifikation gingen die Engländer noch mit Wayne Rooney als Kapitän, der aber nur in den ersten vier Spielen zum Einsatz kam und am 23. August 2017 seinen Rücktritt aus dem Nationalteam bekannt gab, nachdem er in zwei Qualifikationsspielen und drei Freundschaftsspielen nicht berücksichtigt wurde.
Bester Torschütze war mit fünf Toren Harry Kane, die er aber erst in vier der letzten fünf Spiele erzielte. Drei Spieler erzielten je zwei und sieben Spieler je ein Tor. Sein erstes Länderspieltor in den Qualifikationsspielen erzielte Ryan Bertrand beim 4:0 gegen Malta.
Die Engländer bestritten alle Heimspiele im Londoner Wembley-Stadion.
| Datum      | Spielort  | Gastgeber  |   | Gast       | Ergebnis  | Torschützen für England                                             |
| ---------- | --------- | ---------- | - | ---------- | --------- | ------------------------------------------------------------------- |
| 04.09.2016 | Trnava    | Slowakei   | – | England    | 0:1 (0:0) | Adam Lallana (90+5.)                                                |
| 08.10.2016 | London    | England    | – | Malta      | 2:0 (2:0) | Daniel Sturridge (29.), Dele Alli (38.)                             |
| 11.10.2016 | Ljubljana | Slowenien  | – | England    | 0:0       |                                                                     |
| 11.11.2016 | London    | England    | – | Schottland | 3:0 (1:0) | Daniel Sturridge (24.), Adam Lallana (50.), Gary Cahill (61.)       |
| 26.03.2017 | London    | England    | – | Litauen    | 2:0 (1:0) | Jermain Defoe (21.), Jamie Vardy (66.)                              |
| 10.06.2017 | Glasgow   | Schottland | – | England    | 2:2 (0:0) | Alex Oxlade-Chamberlain (70.), Harry Kane (90+3.)                   |
| 01.09.2017 | Attard    | Malta      | – | England    | 0:4 (0:0) | Harry Kane (53., 90+2.), Ryan Bertrand (85.), Danny Welbeck (90+1.) |
| 04.09.2017 | London    | England    | – | Slowakei   | 2:1 (1:1) | Eric Dier (37.), Marcus Rashford (59.)                              |
| 05.10.2017 | London    | England    | – | Slowenien  | 1:0 (0:0) | Harry Kane (90+4.)                                                  |
| 08.10.2017 | Vilnius   | Litauen    | – | England    | 0:1 (0:1) | Harry Kane (27./Elfmeter)                                           |

### Abschlusstabelle der Qualifikationsrunde
| Pl. | Mannschaft | Sp. | S | U | N | Tore    | Diff. | Punkte |
| --- | ---------- | --- | - | - | - | ------- | ----- | ------ |
| 1.  | England    | 10  | 8 | 2 | 0 | 018:300 | +15   | 26     |
| 2.  | Slowakei   | 10  | 6 | 0 | 4 | 017:700 | +10   | 18     |
| 3.  | Schottland | 10  | 5 | 3 | 2 | 017:120 | +5    | 18     |
| 4.  | Slowenien  | 10  | 4 | 3 | 3 | 012:700 | +5    | 15     |
| 5.  | Litauen    | 10  | 1 | 3 | 6 | 007:200 | −13   | 06     |
| 6.  | Malta      | 10  | 0 | 1 | 9 | 003:250 | −22   | 01     |

Anmerkung: Die zweitplatzierten Slowaken verpassten als schlechtester Gruppenzweiter die Playoff-Spiele der Gruppenzweiten.

## Vorbereitung

### Spiele
| Datum             | Ergebnis | Gegner           | Austragungsort | Englische Torschützen                      |
| ----------------- | -------- | ---------------- | -------------- | ------------------------------------------ |
| 10. November 2017 | 0:0      | Deutschland (TV) | London         |                                            |
| 14. November 2017 | 0:0      | Brasilien        | London         |                                            |
| 23. März 2018     | 1:0      | Niederlande      | Amsterdam      | Jesse Lingard (59.)                        |
| 27. März 2018     | 1:1      | Italien          | London         | Jamie Vardy (26.)                          |
| 2. Juni 2018      | 2:1      | Nigeria          | London         | Gary Cahill (7.), Harry Kane (39.)         |
| 7. Juni 2018      | 2:0      | Costa Rica       | Leeds          | Marcus Rashford (13.), Danny Welbeck (76.) |

Anmerkung: Kursiv gesetzte Mannschaften sind nicht für die WM qualifiziert.

### Quartier
Teamquartier war der „forRestMix Club Sport&Relax“ in Sankt Petersburg, wo die Mannschaft im Stadium Spartak Zelenogorsk trainieren konnte.

## Kader
Der Kader wurde am 16. Mai 2018 bekannt gegeben. Am 22. Mai wurde Harry Kane als jüngster WM-Kapitän Englands benannt. England stellt als einzige Mannschaft nur Spieler aus der heimischen Liga.
| Position                                                               | Nr.     | Spieler                | Verein            | Länderspiel- einsätze * | Länderspiel- tore * | Geburtsdatum | Debüt | Letzter Einsatz | Spiele | Tore | Gelbe Karten | Gelb-Rote Karten | Rote Karten | WM-Teilnahmen | WM-Spiele (vor 2018) | WM-Tore (vor 2018) |
| ---------------------------------------------------------------------- | ------- | ---------------------- | ----------------- | ----------------------- | ------------------- | ------------ | ----- | --------------- | ------ | ---- | ------------ | ---------------- | ----------- | ------------- | -------------------- | ------------------ |
| Tor                                                                    | 13      | Jack Butland           | Stoke City↓       | 008                     | 0                   | 10.03.1993   | 2012  | 07.06.2018      |        |      |              |                  |             |               |                      |                    |
| Tor                                                                    | 01      | Jordan Pickford        | FC Everton        | 003                     | 0                   | 07.03.1994   | 2017  | 02.06.2018      | 7      |      |              |                  |             |               |                      |                    |
| Tor                                                                    | 23      | Nick Pope              | FC Burnley        | 001                     | 0                   | 19.04.1992   | 2018  | 07.06.2018      |        |      |              |                  |             |               |                      |                    |
| Abwehr                                                                 | 22      | Trent Alexander-Arnold | FC Liverpool      | 001                     | 0                   | 07.10.1998   | 2018  | 07.06.2018      | 1      |      |              |                  |             |               |                      |                    |
| Abwehr                                                                 | 15      | Gary Cahill            | FC ChelseaP       | 060                     | 05                  | 19.12.1985   | 2010  | 07.06.2018      | 1      |      |              |                  |             | 2014          | 2                    | 0                  |
| Abwehr                                                                 | 17      | Fabian Delph           | Manchester CityM  | 011                     | 0                   | 21.11.1989   | 2014  | 07.06.2018      | 4      |      |              |                  |             |               |                      |                    |
| Abwehr                                                                 | 16      | Phil Jones             | Manchester United | 025                     | 0                   | 21.02.1992   | 2011  | 07.06.2018      | 2      |      |              |                  |             | 2014          | 1                    | 0                  |
| Abwehr                                                                 | 06      | Harry Maguire          | Leicester City    | 005                     | 0                   | 05.03.1993   | 2017  | 07.06.2018      | 7      | 1    | 2            |                  |             |               |                      |                    |
| Abwehr                                                                 | 03      | Danny Rose             | Tottenham Hotspur | 018                     | 0                   | 02.07.1990   | 2016  | 07.06.2018      | 5      |      |              |                  |             |               |                      |                    |
| Abwehr                                                                 | 05      | John Stones            | Manchester CityM  | 004                     | 0                   | 28.05.1994   | 2014  | 07.06.2018      | 7      | 2    |              | 1                |             |               |                      |                    |
| Abwehr                                                                 | 12      | Kieran Trippier        | Tottenham Hotspur | 007                     | 0                   | 19.09.1990   | 2017  | 07.06.2018      | 6      | 1    |              |                  |             |               |                      |                    |
| Abwehr                                                                 | 02      | Kyle Walker            | Manchester CityM  | 035                     | 0                   | 28.05.1990   | 2011  | 02.06.2018      | 5      |      | 2            |                  |             |               |                      |                    |
| Abwehr                                                                 | 18      | Ashley Young           | Manchester United | 034                     | 07                  | 09.07.1985   | 2007  | 02.06.2018      | 5      |      |              |                  |             |               |                      |                    |
| Mittelfeld                                                             | 20      | Dele Alli              | Tottenham Hotspur | 025                     | 02                  | 11.04.1996   | 2015  | 07.06.2018      | 5      | 1    |              |                  |             |               |                      |                    |
| Mittelfeld                                                             | 04      | Eric Dier              | Tottenham Hotspur | 026                     | 03                  | 15.01.1994   | 2015  | 02.06.2018      | 6      |      |              |                  |             |               |                      |                    |
| Mittelfeld                                                             | 08      | Jordan Henderson       | FC Liverpool      | 039                     | 0                   | 17.06.1990   | 2010  | 07.06.2018      | 5      |      | 1            |                  |             | 2014          | 2                    | 0                  |
| Mittelfeld                                                             | 07      | Jesse Lingard          | Manchester United | 012                     | 01                  | 15.12.1992   | 2016  | 07.06.2018      | 6      | 1    | 1            |                  |             |               |                      |                    |
| Mittelfeld                                                             | 21      | Ruben Loftus-Cheek     | FC ChelseaP       | 004                     | 0                   | 23.01.1996   | 2017  | 07.06.2018      | 4      |      | 1            |                  |             |               |                      |                    |
| Mittelfeld                                                             | 10      | Raheem Sterling        | Manchester CityM  | 038                     | 02                  | 08.12.1994   | 2012  | 02.06.2018      | 6      |      |              |                  |             | 2014          | 3                    | 0                  |
| Sturm                                                                  | 09      | Harry Kane             | Tottenham Hotspur | 024                     | 13                  | 28.07.1993   | 2015  | 02.06.2018      | 6      | 6    |              |                  |             |               |                      |                    |
| Sturm                                                                  | 19      | Marcus Rashford        | Manchester United | 019                     | 03                  | 31.10.1997   | 2016  | 07.06.2018      | 6      |      |              |                  |             |               |                      |                    |
| Sturm                                                                  | 11      | Jamie Vardy            | Leicester City    | 022                     | 07                  | 11.01.1987   | 2015  | 07.06.2018      | 4      |      |              |                  |             |               |                      |                    |
| Sturm                                                                  | 14      | Danny Welbeck          | FC Arsenal        | 039                     | 16                  | 26.11.1990   | 2011  | 07.06.2018      | 1      |      |              |                  |             | 2014          | 2                    | 0                  |
| Trainerstab                                                            | Trainer | Gareth Southgate       |                   | 57                      | 2                   | 03.09.1970   | 2016  |                 |        |      |              |                  |             | 1998          | 2                    |                    |
| Stand Einsätze und Tore: 7. Juni 2018, nach dem Spiel gegen Costa Rica |         |                        |                   |                         |                     |              |       |                 |        |      |              |                  |             |               |                      |                    |
| 1. 2. 3.                                                               |         |                        |                   |                         |                     |              |       |                 |        |      |              |                  |             |               |                      |                    |

Als Standby wurden zudem benannt: Lewis Cook (Bournemouth), Tom Heaton (Burnley), Adam Lallana (Liverpool), Jake Livermore (West Brom), James Tarkowski (Burnley).

## Endrunde

### Gruppenauslosung
Für die Auslosung der Qualifikationsgruppen am 1. Dezember waren die Engländer Topf 2 zugeordnet und konnten daher in eine Gruppe mit Titelverteidiger Deutschland, Rekordweltmeister Brasilien, Vizeweltmeister Argentinien oder Gastgeber Russland gelost werden. England trifft in Gruppe G auf Belgien, Tunesien und Panama. Bisher spielte die englische A-Nationalmannschaft 21-mal gegen Belgien, gewann davon 15 Spiele, verlor einmal (1936) und spielte fünfmal remis. Zweimal trafen beide bei Weltmeisterschaften aufeinander und in beiden Spielen ging es in die Verlängerung: 1954 in der Vorrunde (4:4) und 1990 im Achtelfinale (1:0). Gegen Tunesien gab es erst zwei Spiele: 1990 trennten sich beide 1:1 in einem Vorbereitungsspiel auf die WM, in der WM-Vorrunde der WM 1998 gewannen die Engländer mit 2:0. Gegen Panama hat England ebenso wie die beiden anderen Gegner noch nie gespielt. Als Gruppensieger oder -zweiter würden die Engländer auf den Zweiten oder Sieger der Gruppe H mit Polen treffen.

### Spiele der Gruppenphase / Gruppe G
| Pl. | Land     | Sp. | S | U | N | Tore    | Diff. | Punkte |
| --- | -------- | --- | - | - | - | ------- | ----- | ------ |
| 1.  | Belgien  | 3   | 3 | 0 | 0 | 009:200 | +7    | 09     |
| 2.  | England  | 3   | 2 | 0 | 1 | 008:300 | +5    | 06     |
| 3.  | Tunesien | 3   | 1 | 0 | 2 | 005:800 | −3    | 03     |
| 4.  | Panama   | 3   | 0 | 0 | 3 | 002:110 | −9    | 0      |

| Mo., 18. Juni 2018, 21:00 Uhr (20:00 Uhr MESZ) in Wolgograd        |   |         |           |                                                                     |
| Tunesien                                                           | – | England | 1:2 (1:1) | 11', 90+1′ Kane                                                     |
| So., 24. Juni 2018, 15:00 Uhr (14:00 Uhr MESZ) in Nischni Nowgorod |   |         |           |                                                                     |
| England                                                            | – | Panama  | 6:1 (5:0) | 8', 40′ Stones, 22'/Elfmeter, 45+1'/Elfmeter, 62′ Kane, 36′ Lingard |
| Do., 28. Juni 2018, 20:00 Uhr (MESZ) in Kaliningrad                |   |         |           |                                                                     |
| England                                                            | – | Belgien | 0:1 (0:0) |                                                                     |

### Spiele der K.-o.-Runde

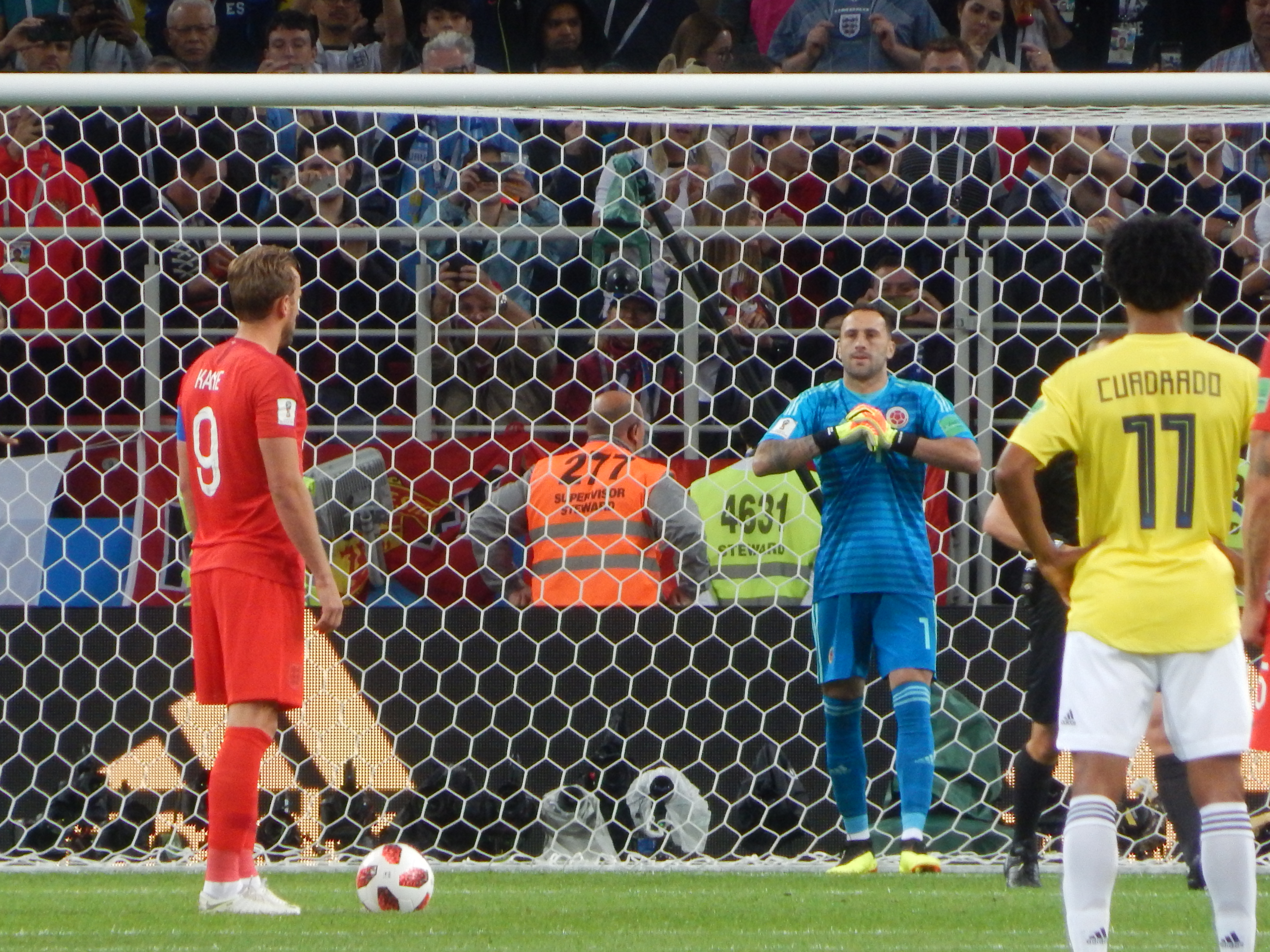
Harry Kane vor seinem verwandelten Elfmeter gegen Kolumbien

#### Achtelfinale
| Di., 3. Juli 2018, 21:00 Uhr (20:00 Uhr MESZ) in Moskau (Spartak-Stadion) |   |         |                                 |                    |
| Kolumbien                                                                 | – | England | 1:1 n. V. (1:1, 0:0), 3:4 i. E. | 57′ /Elfmeter Kane |

#### Viertelfinale
| Sa., 7. Juli 2018, 18:00 Uhr (16:00 Uhr MESZ) in Samara (Kosmos-Arena) |   |         |           |                       |
| Schweden                                                               | – | England | 0:2 (0:1) | 30′ Maguire, 59′ Alli |

#### Halbfinale
| Mi., 11. Juli 2018, 21:00 Uhr (20:00 Uhr MESZ) in Moskau (Olympiastadion Luschniki) |   |         |                      |             |
| Kroatien                                                                            | – | England | 2:1 n. V. (1:1, 0:1) | 5′ Trippier |

#### Spiel um Platz 3
| 14. Juli 2018 um 17:00 Uhr (16:00 Uhr MESZ) in Sankt Petersburg (Sankt-Petersburg-Stadion) |   |         |           |  |
| Belgien                                                                                    | – | England | 2:0 (1:0) |  |